# Tim Hightower
Timothy »Tim« Michael Hightower, ameriški igralec ameriškega nogometa, * 23. maj 1986, Alexandria, Virginia, ZDA.
Hightower je igralec ameriškega nogometa na položaju tekača, trenutno pa je brez ekipe. 

## Univerzitetna kariera
Kot novinec je na Univerzi v Richmondu leta 2004 igral v vseh 11 tekmah za tamkajšnjo ekipo. Kot tekač je v 58-ih poskusih zbral 161 jardov, kot sprejemalec pa z 19-imi sprejemi 158 jardov. V njegovem drugem letu je igral v 13 tekmah in bil v začetni postavi 9-krat. V 142-ih poskusih je zbral kar 777 jardov, 9 touchdownov, kot sprejemalec pa podobno kot prejšnje leto z 21-imi sprejemi 163 jardov. Bil je tretji v svoji ekipi glede na končni izkupiček točk; skupaj jih je zbral 54.
V svojem tretjem letu je bil v začetni postavi v vseh enajstih tekmah. Kot tekač je v 177-ih poskusih zbral 850 jardov, kot sprejemalec pa s 34-imi sprejemi 269 jardov in 2 touchdowna. Skupaj je slednjih zbral 7 in bil izbran kot član tretje postave konference Atlantic 10. V njegovi zadnji sezoni je porušil rekord šole s skupno 1924 jardi, 20 touchdowni in povprečjem kar 137,43 jardov na tekmo po tleh. V zadnji statistiki je vodil svojo ligo in bil 6. v NCAA-ju, s čimer si je zaslužil izbor na prvo ekipo konference Colonial Athletic Association.

## Poklicna kariera

### Nabor lige NFL leta 2008
Kljub temu, da ni bil povabljen na NFL Draft Combine tistega leta, se je dobro odrezal na t. i. pro dayu svoje šole. S tem so ga nekateri skavti označili kot možno presenečenje iz malih šol. V primerjavi z najboljšimi na naboru naj bi mu manjkala hitrost.Izbran je bil v petem krogu s strani ekipe Arizona Cardinals s skupno 149. izborom.

### Arizona Cardinals
V svojem prvem letu je Hightower zbral 399 jardov. Takrat je postal prvi novinec Cardinalsov s touchdownom v njegovih prvih dveh tekmah. Skupno je zbral 10 touchdownov ter še 3 v končnici, prav tako rekord Cardinalsov.
V ključnih trenutnih končnice, točneje tekmi za naslov konference NFC, je dosegel ključni touchdown za zmago svoje ekipe v njihovem zadnjem poskusu in jih tako pripeljal do nastopa v Superbowlu.
Leta 2009 je v enakem številom poskusom kot prejšnje leto (143) izboljšal prejšnjih 399 na 598 jardov, iz prejšnjih 2,8 jarda na poskus na 4,2 jarda na poskus.
Hightower je sezono začel odlično z 80-jardnim touchdownom po tleh na tekmi proti ekipi Atlanta Falcons. Nato se je v tekmi proti ekipi Seattle Seahawks poškodoval in ni mogel sodelovati v naslednji tekmi.
V sezoni 2010/2011 je v 153 poskusih zbral 736 jardov, še izboljšal svoje jarde na poskus na 4,8 in dosegel 5 touchdownov.

### Washington Redskins
Hightower je bil 31. julija 2011 udeležen v menjavi, kjer ga je njegova ekipa Arizona Cardinals poslala v Washington k Redskinsom za Vonnieja Hollidaya in izbor v 6.krogu nabora leta 2012.
Po tem, ko je bil v začetni postavi v petih od prvih šestih tekem svoje nove ekipe in pri tem zbral v 84 poskusih zbral 321 jardov in 2 touchdowna, je po poškodbi sprednje križne vezi izpustil preostanek sezone.
13. maja 2012 je z ekipo Washington Redskins sklenil enoletno pogodbo.